# Modřenec

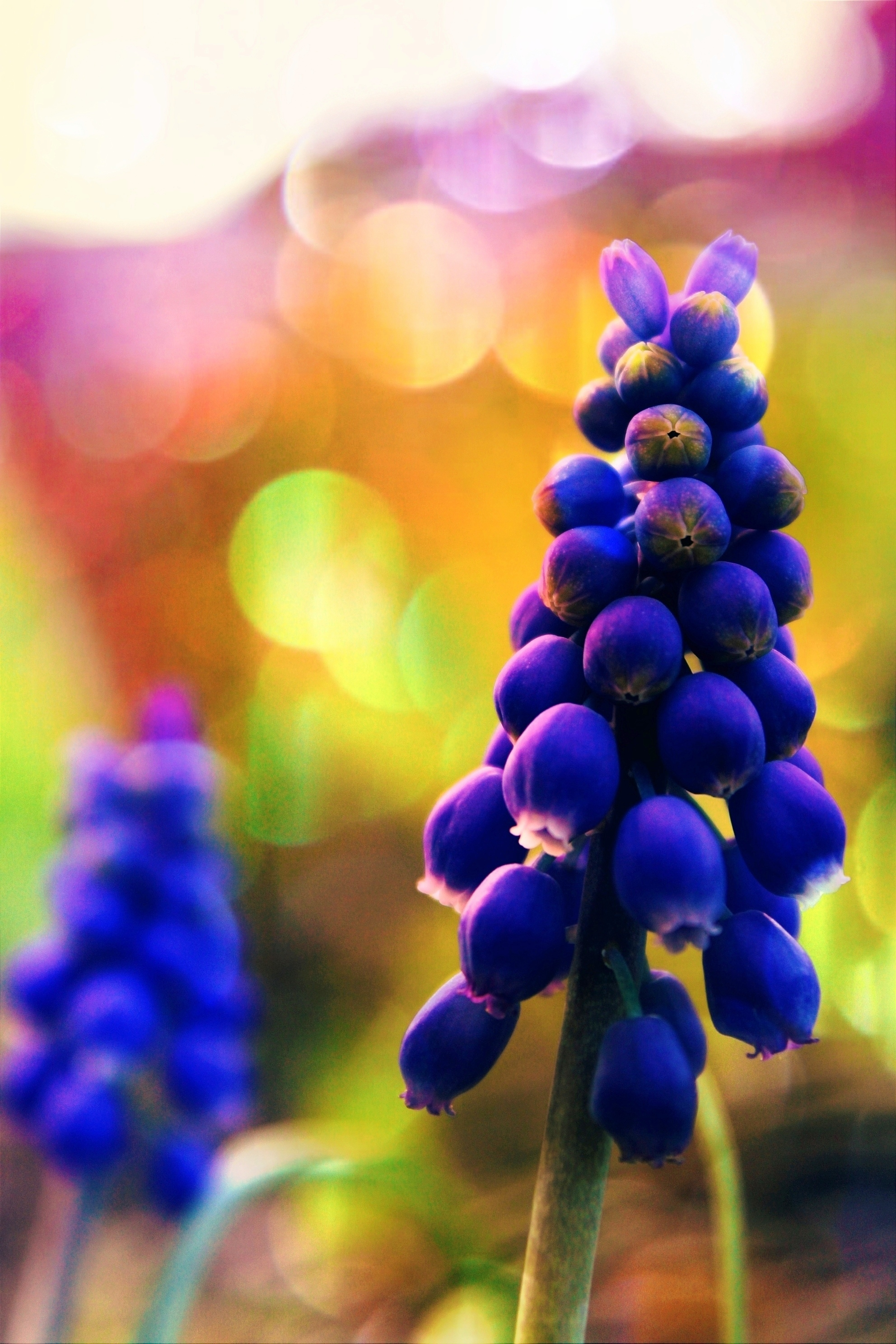
Muscari sp.

Modřenec (Muscari) je rod jednoděložných rostlin z čeledi chřestovité (Asparagaceae). Někteří autoři řadí rod modřenec (Muscari) do čeledi liliovité v širším pojetí (Liliaceae s.l.), dříve se také řadil pod rod hyacintovité (Hyacinthaceae). Někteří autoři vylišují z rodu Muscari ještě menší rod Leopoldia Parl., česky modravec. Tento článek pojednává o rodě modřenec v širším pojetí (Muscari s.l.), včetně rodu Leopoldia.

## Popis
Jedná se o vytrvalé pozemní byliny, s cibulemi. Jsou to rostliny jednodomé s oboupohlavnými květy. Listy jsou po několika (většinou 2-7) v přízemní růžici, jsou jednoduché, přisedlé, s listovými pochvami. Čepele listů jsou celokrajné, většinou čárkovité, ploché či žlábkovité, často ztlustlé, žilnatina je souběžná. Květy jsou oboupohlavné, jsou v květenstvích, ve vrcholových hroznech. Na bázi květních stopek jsou drobné listeny, někdy však listeny chybí. Okvětí se skládá z 6 okvětních lístků ve 2 přeslenech (3+3), které jsou téměř po celé délce srostlé v baňkovitou až válcovitou okvětní trubku, zpravidla modré, vzácněji bělavé či fialové. U některých druhů (které jsou řazeny někdy do samostatného rodu Leopoldia) jsou na vrcholu hroznu sterilní květy, barevně i tvarově odlišné od fertilních. Tyčinek je 6, jsou srostlé s okvětní trubkou. Gyneceum je složeno ze 3 plodolistů, je synkarpní, semeník je svrchní. Plodem je tobolka.

## Rozšíření ve světě
Je známo asi 30 druhů, které jsou rozšířeny v Evropě, v jihozápadní Asii a v severní Africe, jinde se vyskytují pouze adventivně.

## Rozšíření v Česku
V ČR rostou 4 druhy z rodu modřenec (Muscari) + jeden nepůvodní. Pouze na jižní Moravě jsou původní druhy modřenec širolistý (Muscari botryoides) a modřenec hroznatý (Muscari neglectum), jinde v ČR může být zplanělý ze zahrádek. Modřenec hroznatý patří mezi silně ohrožené druhy (C2). Modřenec arménský (Muscari armeniacum) není v ČR původní, ale je často pěstován a hojně zplaňuje. V teplejších oblastech roste modřenec chocholatý neboli modravec chocholatý (Muscari comosum, syn.: Leopoldia comosa) a silně ohrožený druh (C2) modřenec tenkokvětý neboli modravec tenkokvětý (Muscari tenuiflorum, syn.: Leopoldia tenuiflora).

## Seznam druhů
Vybrány byly hlavně druhy vyskytující se v Evropě.
- Muscari armeniacum Leichtlin ex Baker – jihovýchodní Evropa, jihozápadní Asie, adventivně ledaskde
- Muscari botryoides (L.) Mill. – Evropa, adventivně i Severní Amerika
- Muscari commutatum Guss. – jižní Evropa
- Muscari comosum (L.) Mill. – Evropa, adventivně i Severní Amerika
- Muscari cycladicum P.H.Davis & D.C.Stuart – Řecko, Kréta, endemit
- Muscari dionysicum Rech.f. – Kréta
- Muscari gussonei (Parl.) Tod. – Itálie, Sicílie, endemit
- Muscari kerneri Marches. – jižní podhůří Alp
- Muscari lelievrii Boreau – Francie
- Muscari longifolium Rigo – Itálie
- Muscari macrocarpum Sweet – Řecko, Kréta
- Muscari moschatum Willd.
- Muscari neglectum Guss. ex Ten. – Evropa, adventivně i Severní Amerika
- Muscari parviflorum Desf. – jižní Evropa
- Muscari pulchellum Heldr. & Sart. ex Boiss. – Řecko
- Muscari spreitzenhoferi (Heldr.) Vierh. – Kréta
- Muscari tenuiflorum Tausch – Evropa
- Muscari weissii Freyn – Řecko, Kréta
- a další